# William E. English
William Eastin English, född 3 november 1850 i Scott County, Indiana, död 29 april 1926 i Indianapolis, var en amerikansk politiker. Han representerade delstaten Indianas sjunde distrikt i USA:s representanthus 1884–1885. Han var son till William Hayden English.
English avlade 1873 juristexamen vid Northwestern Christian University (numera Butler University) i Indianapolis. I ett omtvistat kongressval år 1882 förlorade han mot republikanen Stanton J. Peelle. English överklagade framgångsrikt valresultatet och fick tillträda som kongressledamot den 22 maj 1884. Han ställde inte upp för omval och efterträddes 1885 som kongressledamot av William D. Bynum.
English deltog i spansk-amerikanska kriget som adjutant åt Joseph Wheeler. År 1900 bytte han parti från demokraterna till Republikanska partiet och blev invald i delstatens senat år 1916 där han satt kvar fram till sin död. Frimuraren English gravsattes på Crown Hill Cemetery i Indianapolis.